# CeeU Yokohama
CeeU Yokohama（スィーユー ヨコハマ）は、神奈川県横浜市西区南幸二丁目に位置するショッピングセンター。イオンモール株式会社が運営している。

## 概要
2019年2月11日をもって閉店したダイエー横浜西口店の跡地を、権田金属工業と都市再生機構（UR）が共同事業として開発し、地下1階、地上10階建ての商業施設棟と、地下1階、地上22階建ての住宅棟が整備された。商業施設棟は「横浜ヴェールスクエアCeeU」として権田金属工業が開発し、そこにイオンモールが「CeeU Yokohama」を出店。核テナントとなる「イオンフードスタイル横浜西口店」はダイエーの運営で、ダイエーとして当地への再出店となっている。
計画中の仮称は「イオンモール横浜西口」で、正式名称と開業予定日が発表されたのは2023年9月26日である。「CeeU Yokohama」の名称は、建物所有者である権田金属工業の主要製品「銅（元素記号：Cu）」と、英語での別れ際の挨拶「See you」を掛け合わせたもの。
2023年10月27日に第1期として1階部分のイオンフードスタイル、イオン銀行が開業。同年11月27日には第2期として9階部分のBeauty Body Galleryが開業。同年12月15日に全館グランドオープンした。
同じイオングループの株式会社OPAが運営するファッションビル「横浜ビブレ」と隣接する。

## フロア構成
核テナントのイオンフードスタイル横浜西口店など24の専門店で構成される。
| 階  | 主なテナント                                     | 主なテナント                                     |
| --- | ------------------------------------------------ | ------------------------------------------------ |
| 9階 | Beauty Body Gallery                              | Beauty Body Gallery                              |
| 8階 | スーパースポーツヴィクトリア・ヴィクトリアゴルフ | スーパースポーツヴィクトリア・ヴィクトリアゴルフ |
| 7階 | エディオン                                       |                                                  |
| 6階 | エディオン                                       |                                                  |
| 5階 | エディオン                                       | タリーズコーヒー                                 |
| 4階 | エディオン                                       |                                                  |
| 3階 | エディオン                                       | キャンドゥ・AIGAN・ABCマート                     |
| 2階 | エディオン                                       | ハックドラッグ・星乃珈琲店                       |
| 1階 | イオンフードスタイル・イオン銀行                 | イオンフードスタイル・イオン銀行                 |

出店テナントの詳細は公式サイト「フロアガイド」を参照。